# Mauritanie aux Jeux olympiques d'été de 2004
La Mauritanie a envoyé deux athlètes aux Jeux olympiques de 2004 à Athènes en Grèce.

## Résultats

### Athlétisme
400 m homme :
- Youba Hmeida : 57e place au classement final

100 m femme :
- Aminata Kamissoko : 58e place au classement final

## Officiels
- Président : Dr Mohamed Mahmoud Ould Mah
- Secrétaire général : Modibo Traore